# شورای روابط آمریکایی-اسلامی
شورای روابط آمریکایی-اسلامی (انگلیسی: Council on American–Islamic Relations) یا کِر (CAIR) از گروه‌های حقوق مدنی و ذی نفوذ مسلمان است.مقر آن در کپیتال هیل در واشینگتن، دی.سی. است، و در سطح کشور دفاتر منطقه‌ای دارد. کر از طریق اقدامات حقوق مدنی، روابط رسانه‌ای، درگیرشدن مدنی، و آموزش کنشگری اجتماعی، قانونی و سیاسی را در بین مسلمانان در آمریکا ترویج می‌کند. منتقدین کر معتقدند که این سازمان در پی یک برنامهٔ اسلام گرایانه است.